# Decade (Live at the El Mocambo)
Decade (Live at the El Mocambo) é o primeiro álbum ao vivo (CD/DVD) da banda Silverstein, lançado a 8 de Junho de 2010.
O disco é uma comemoração dos 10 anos de carreira, tendo sido anunciado que Decade iria ser uma apresentação dos "best of" da banda.

## Faixas
CD
1. "Smashed Into Pieces"
2. "Red Light Pledge"
3. "The Weak and the Wounded"
4. "When Broken Is Easily Fixed" (feat. Kyle Bishop)
5. "Your Sword Versus My Dagger"
6. "Fist Wrapped in Blood"
7. "Discovering the Waterfront"
8. "Defend You"
9. "Call It Karma"
10. "Bleeds No More"
11. "Sound of the Sun"
12. "If You Could See Into My Soul"
13. "My Disaster"
14. "Still Dreaming"
15. "Here Today, Gone Tomorrow"
16. "Already Dead"
17. "Smile in Your Sleep"
18. "Vices"
19. "American Dream"
20. "Born Dead" (com Scott Wade)
21. "I Am the Arsonist"
22. "My Heroine" (acústico)

DVD
1. "Smashed into Pieces"
2. "Red Light Pledge"
3. "The Weak and the Wounded"
4. "Your Sword Versus My Dagger"
5. "Discovering the Waterfront"
6. "Call It Karma"
7. "Bleeds No More"
8. "My Disaster"
9. "Still Dreaming"
10. "Here Today, Gone Tomorrow"
11. "Already Dead"
12. "Smile in Your Sleep"
13. "Vices"
14. "American Dream"
15. "Born Dead"
16. "I Am the Arsonist"
17. "My Heroine"

Videoclipes
1. American Dream
2. You're All I Have
3. Vices (com Liam Cormier)
4. Still Dreaming
5. If You Could See Into My Soul
6. My Heroine
7. Discovering the Waterfront
8. Smile in Your Sleep
9. Smashed Into Pieces
10. Giving Up